# Yunnan University
Yunnan University är ett universitet i Kina.   Det ligger i provinsen Yunnan, i den södra delen av landet, 2 100 km sydväst om huvudstaden Peking. 